# Gani Müjde
Gani Müjde (Isztambul, 1959. november 27. –) török filmrendező, író, forgatókönyvíró, karikaturista, műsorvezető 1959. november 27-én született Törökországban, Isztambulban, (İstanbul tartomány).

## Életrajz
Gani Müjde Isztambulban született Koszovóból bevándorló szülők gyermekeként.
Az isztambuli Güngören İzzet Ünver Líceum elvégzése után a Mimar Sinan Egyetemen film-televízió szakon diplomázott. Ezt követően a Gırgır és a Fırt vicclapoknál dolgozott karikaturistaként.

## Filmográfia
| alkotás             | év   | szerep | rendezte (megjegyzés)                                 |
| ------------------- | ---- | ------ | ----------------------------------------------------- |
| Deli Saraylı        | 2010 |        | Aydın Bulut rendező                                   |
| Teyzanne            | 2009 |        | Taner Akvardar, Şenol Sönmez rendező, forgatókönyvíró |
| Osmanlı Cumhuriyeti | 2007 |        | rendező, forgatókönyvíró                              |
| Kahpe Bizans        | 1999 |        | rendező, forgatókönyvíró                              |
| Şafak Vakti         | 1998 |        | rendező, forgatókönyvíró                              |
| Arabesk             | 1988 |        | Ertem Eğilmez forgatókönyvíró                         |

## Fordítás
- Ez a szócikk részben vagy egészben  a   Gani Müjde című török Wikipédia-szócikk fordításán alapul.  Az eredeti cikk szerkesztőit annak laptörténete sorolja fel. Ez a jelzés csupán a megfogalmazás eredetét és a szerzői jogokat jelzi, nem szolgál a cikkben szereplő információk forrásmegjelöléseként.